# 北海道札幌手稲高等学校
北海道札幌手稲高等学校（ほっかいどうさっぽろていねこうとうがっこう、Hokkaido Sapporo Teine High School）は、北海道札幌市手稲区にある公立（道立）の高等学校。

## 特徴
北海道内では上位の進学校であり、現役生と過年度生合わせて10名程度が北海道大学に進学する。札幌圏では小樽商科大学や北海道教育大学、道央圏では室蘭工業大学、青森県の弘前大学など地方国公立大学へ進む生徒が多い。特に小樽商大の合格者数は、長年に渡って全国1位を堅守していた。平成24年度には現役国公立大学合格者数168名に達し、全道一となった。近年は国公立私大ともに道外への合格者が増えてきた。また、MARCH等首都圏難関私大への合格数も一定数ある。

## 沿革
- 1973年（昭和48年）1月12日 - 公立高校西区誘致期成会が設立される。
- 1973年（昭和48年）12月12日 - 北海道札幌手稲高等学校開設準備室（仮称）が、北海道札幌北高等学校の旧校舎に設置される。
- 1973年（昭和48年）12月20日 - 北海道議会第4回定例会で「北海道立学校設置条例の一部を改正する条例」が議決され、1974年4月1日に北海道札幌手稲高等学校を設置することを決定する。
- 1974年（昭和49年）2月4日 - 校章を制定する。
- 1974年（昭和49年）4月9日 - 開校式および入学式を挙行する。
- 1976年（昭和51年）10月13日 - 校歌（河邨文一郎作詞、中田一次作曲）を制定する。
- 1989年（平成元年）4月1日 - 1学年2間口増（12間口）。
- 1991年（平成3年）4月1日 - 1学年2間口減（10間口）。
- 1994年（平成6年）10月15日 - 創立20周年記念式典を挙行する。
- 2001年（平成13年）4月1日 - 1学年1間口減（9間口）。
- 2003年（平成15年）4月1日 - 1学年1間口減（8間口）。
- 2003年（平成15年）10月31日 - 北海道工業大学と高大連携協定締結[1]。
- 2004年（平成16年）4月1日 - 単位制に移行。
- 2004年（平成16年）10月16日 - 創立30周年記念式典を挙行する。
- 2011年（平成23年）1月14日 - キャリア教育優良学校文部科学大臣表彰受賞
- 2020年（令和2年）4月1日  - 1学年1間口減（7間口）。

## 生活指導
生活指導が厳しいが校則自体は余り定められていない。2007年度から、1年生から3年生まで従来の男子の学ラン・女子のステッチ刺繍の濃紺ブレザーから男女ともチェック柄のスラックスないしスカートの、ブレザーの新制服に変わった。男子のネクタイ、女子のリボンはワンタッチ式のものである。09年度から、女子のスラックス着用が認められるようになった。またさらに13年度から夏の指定ポロシャツの着用が認められるようになった。

## 周辺
- 国道337号（道央新道・道央圏連絡道路）
- 北海道道44号石狩手稲線（石狩手稲通）
- 北海道道125号前田新川線（新川通）
- 新川
- 前田森林公園・前田森林公園橋
- 前田公園
- 手稲郵便局
- クロスガーデン手稲前田
- ザ・ビッグ エクスプレス（旧スーパーマーケットジョイ）前田店
- 北海道工業大学
- 札幌市立前田北中学校
- 札幌市立前田北小学校
- 北海道札幌高等養護学校
- 聞佛寺

## 著名な出身者
（生年順）
- 椎名恵 - 歌手
- 朝倉かすみ - 小説家
- 高田エミ - 漫画家・アロマセラピスト
- 光吉俊二 - 科学者、工学者、東京大学特任准教授
- 稲田容子 - 射撃選手、アトランタ・シドニー・アテネオリンピック日本代表
- 戸次重幸 - タレント、俳優（TEAM-NACS）
- 江田由紀浩 - 舞台・演劇俳優（劇団イナダ組）
- 若狭たけし - 漫画家
- 森基誉則 - ラジオDJ、 テレビ司会者
- 小野真澄 - 女子棒高跳び選手、元日本記録保持者。1998年、2002年アジア競技大会銀メダリスト
- 吉村崇 - お笑い芸人、平成ノブシコブシ
- 古谷経衡 - 作家、文筆家、評論家
- 長谷川雄一 - ミュージシャン、THE TON-UP MOTORSBass担当

## 交通機関
スクールバス（ジェイ・アール北海道バス）が発寒南駅から運行されている。最寄り駅である手稲駅からはスクールバスは運行されていないが、北海道中央バスが駅北口から高校を経由する「石狩新港西線」・「手稲線（43・宮47）」・「手稲・麻生線（麻41）」を運行しており、所要時間10分弱で本数も多く、通学は充分可能である。夏は駅から自転車を使う生徒も多く見られる。また、麻生駅から高校経由の「手稲・麻生線（麻41）」、北24条駅から高校経由・行の「新川線（北72）」・「新琴似2条線（北73）」が運行されている。

### 鉄道
- JR北海道函館本線手稲駅から北方向へ徒歩30分。

### 路線バス
- 北海道中央バス「手稲高校前停留所」から徒歩1分。
  - 回転場のため、一般車乗入れ禁止。
- 北海道中央バス「南2線停留所」から徒歩5分。

### 自家用車
- 札樽自動車道手稲インターチェンジから15分。新川通りを使えば札幌駅から30分。尚、校地内への一般の車の乗り入れは原則認められていない。

## 高大連携
国立
- 小樽商科大学

私立
- 北海道工業大学（2003年（平成15年）10月31日締結）[1]

## その他
- 「手稲山登山マラソン」が毎年恒例の学校行事であったが、2002年度以降は「マラソン授業」として、学校近隣の前田森林公園での開催に変更された。女子は8キロ（公園2周）、男子は12キロ（公園3周）。2017年度より突然死の防止及び授業時間の確保等の理由から廃止された。
- 1996年8月、当時一年次であった男子生徒一名が、水泳の授業中に死亡した[2]。現在、三年次の選択履修を除いて、水泳の授業は行われていない。詳しい変更の経緯等は不明。